# Приют для бездомных животных

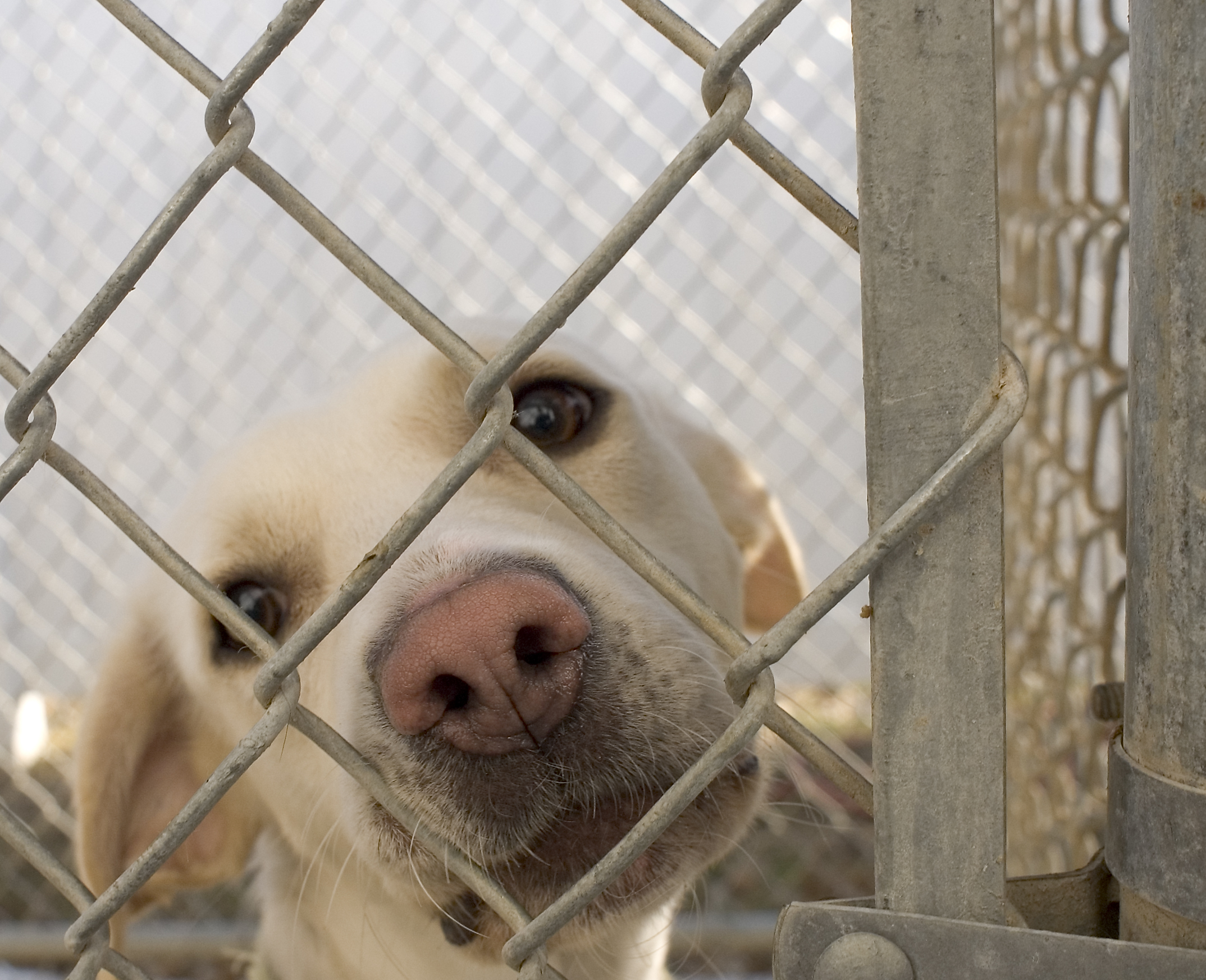
Собака в приюте пожизненного содержания. Вашингтон.

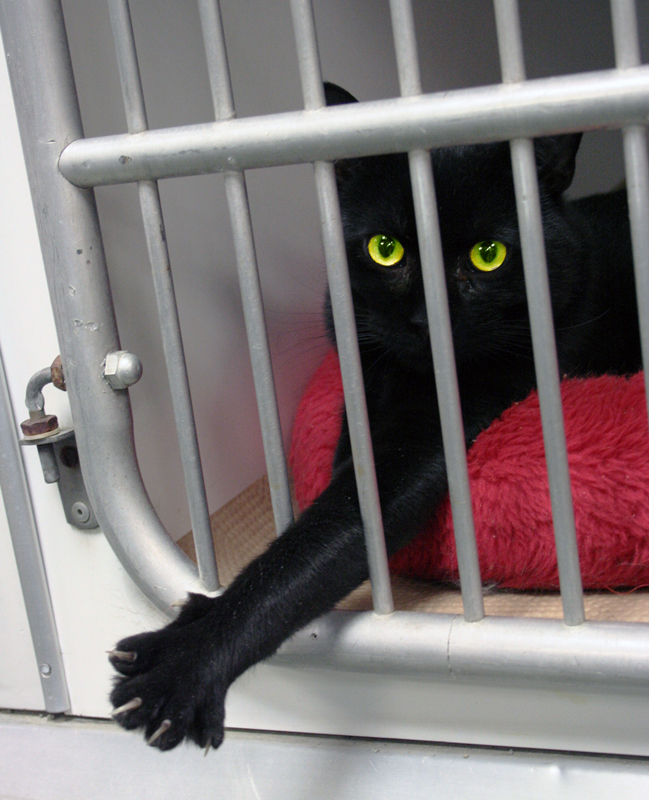
Кошка в приюте службы спасения животных.

Приют для бездомных животных — место содержания бездомных, потерянных или брошенных животных, преимущественно собак и кошек. Приюты являются одной из ключевых составляющих защиты животных и выполняют четыре основных функции: оперативная помощь и забота о животном, включая облегчение страданий посредством ветеринарной помощи или эвтаназии; долгосрочная забота о животном, не нашедшем немедленно старого или нового хозяина; усилия по воссоединению потерянного животного с его прежним хозяином; поиск нового места обитания или нового хозяина для бездомного животного.
По состоянию на 2019 год, в мире существуют приюты двух типов: неограниченного приема (обычно это государственные учреждения, где поступающих из отлова животных умерщвляют спустя некоторое время, если не удалось пристроить). И приюты ограниченного приема, существующие на средства благотворительных организаций и частных пожертвований, за исключением Москвы и нескольких других российских городов, где такие приюты финансируются из городского бюджета и содержатся зоозащитными организациями, выигравшими тендеры по госзакупкам. В таких приютах животных содержат пожизненно в вольерах и клетках

## История возникновения
Один из известных приютов для бездомных собак появился в Японии рядом с городом Эдо (ныне — Токио) в 1695 году по инициативе феодального правителя сёгуна Токугава Цунаёси, известного по прозвищу «инукобо», или «Собачий сёгун». 
В США первые приюты для животных появились в XIX веке. В 1883 году в штате Огайо было создано «Столичное гуманное общество» (The Capital Area Humane Society). Приют существует больше ста лет, по данным на 2001 год через него ежегодно проходит более 10 тыс. брошенных собак и кошек. Основная задача приюта — поиск новых хозяев для бездомных животных. Сотрудники приюта — волонтёры в возрасте от 16 лет, они обслуживают собак, лечат их, гуляют с ними и проверяют качество содержания у новых хозяев.
По состоянию на 2009 год, в США насчитывалось 3500 приютов, при этом до 3—4 миллионов собак в год усыпляются в них, ввиду отсутствия желающих взять животных себе.
В Австралии первый приют «Дом потерянных собак» (The Lost Dogs' Home) был основан в 1912 году, ныне это третий по величине приют в стране. За 2001 год через него прошло 20 тыс. собак и кошек. Как и в США, в этой стране приюты — это благотворительные организации, существующие на пожертвования граждан. Собака не успевает стать бродячей, оказавшись на улице. О потерявшемся животном принято сообщать в приюты и волонтёры немедленно приезжают, чтобы забрать зверя. Согласно принятому в 1994 году закону «О домашних животных», у хозяина есть восемь дней, чтобы заявить права на найденную собаку. Животное проходит ветеринарный контроль. Если у собаки есть серьёзные неизлечимые заболевания, приносящие ей страдания, её усыпляют.
В Великобритании первый официально зарегистрированный приют для брошенных и голодающих кошек был основан в 1885 году в Дублине. Не у всех из ныне существующих приютов есть свои помещения — их волонтёры держат животных у себя дома, пока подыскивают им новых хозяев. В Ливерпуле любая собака, находящаяся на улице или в городских парках без хозяина отлавливается и помещается в приют «Королевского общества защиты животных» (RSPCA), где она будет содержаться до 7 дней. Если найдется хозяин, то собака будет ему возвращена после уплаты за отлов и содержание в приюте. Если в течение недели никто не востребует собаку, то она переходит в собственность RSPCA, которое может принять решение о передаче собаки новому владельцу или её усыплении. По данным на 2008 год, единственный в Лондоне приют для бродячих собак — частный и вмещает 700 животных.
Некоторые зарубежные приюты специализируются на кошках или собаках определённых пород. Приют Golden Endings (США) принимает бездомных спаниелей, Bearded Collie Rescue Support — колли, испанский S.O.S. Galgos — борзых. В некоторых приютах, в частности в канадском приюте «Помощь животному» (Animal Aid) допускается усыпление собак в исключительных случаях, например при высокой агрессивности животного

## Россия

### Государственные и частные приюты
В России существуют как частные, так и государственные приюты. Старейший из действующих частных приютов для бездомных животных был создан в Томилино, Московская область в 1990 году.
В Серпухове местный частный приют для бездомных животных выдает собак напрокат. Услуга пользуется спросом у людей, которые хотят завести своим детям собаку, но не знают, насколько ответственно к этому сможет отнестись ребёнок и будет ли способен ухаживать за животным. Большинство из воспользовавшихся услугами проката оставляют собак у себя дома.
В Санкт-Петербурге один из четырёх негосударственных приютов в 2009 году получит субсидию из городского бюджета в размере 800 тыс. рублей. Годом ранее городские власти признали необходимость строительства нескольких государственных приютов
В приюте «Ржевка» в Санкт-Петербурге единовременно содержится до 200 собак и 250 кошек. Это единственный в Санкт-Петербурге приют для кошек. Главной задачей приюта является поиск новых владельцев для животных приюта. Приют «Ржевка» организует выставки-раздачи бездомных животных.
В Новосибирске с 1992 года существует частный приют «Защити животных». В настоящее время приют является одним из старейших в стране и одним из самых крупных за Уралом. Сейчас в приюте постоянно проживает более 200 собак и 100 кошек. Приют существует только за счёт спонсоров и помощи волонтёров.

### Незарегистрированные приюты
В России существуют также незарегистрированные «приюты», создаваемые любителями животных в своих домах или квартирах, в ряде случаев даже в коммунальных. Их деятельность зачастую вызывает общественный резонанс и полемику на страницах СМИ, проблема усугубляется тем, что действующее законодательство не ограничивает количество животных, которых разрешено содержать в одной квартире. В ряде случаев их содержат граждане, страдающие синдромом патологического накопительства животных и сами нуждающиеся в заботе и психологической помощи. Известны случаи, когда соседство с таким «приютом» с небольшим количеством животных вызвало огромное число жалоб соседей и вынудило родственников судиться друг с другом.
Щелковский квартирный приют
В Щелково в 2005 году добровольцы из благотворительного зоозащитного фонда обнаружили что в двухкомнатной квартире жилого дома мать и дочь содержат два десятка собак. Периодически собак держали на балконе, в квартире были обнаружены два собачьих трупа, хранившихся несколько месяцев. Хозяйки приюта освоили заброшенный участок земли, расположенный поблизости, построив там вольеры без крыши, где собаки могли либо лежать, свернувшись, либо стоять в полусогнутом состоянии. Некоторые животные были заперты в деревянном туалете. Благодаря усилиям добровольцев, часть собак была спасена и передана новым хозяевам.
Приют Раснера в коммуналке
Деятельность приюта Раснера вызвала полемику на страницах газет: житель Адмиралтейского района Санкт-Петербурга Вячеслав Раснер, по состоянию на 2005 год держал в двух своих комнатах в коммунальной квартире на 8-й Красноармейской улице в антисанитарных условиях 18 собак и 6 кошек. 30 октября 2007 Ленинский районный суд принял решение обязать Раснера в течение месяца устранить животных из квартиры путём устройства их в соответствующие приюты, впредь не заводить животных без согласия соседей, а также произвести ремонт в местах общего пользования коммунальной квартиры. После решения суда количество собак сократилось до пяти.
Труп одной из собак, умершей 5 декабря он хранил в кладовке на лестничной клетке до весны
По состоянию на 2008 год, соседи подали на него в суд с требованием применить против него статью 293 ГК РФ «Прекращение права собственности на бесхозяйственно содержимое жилое помещение», однако у Раснера нашлась инициативная группа поддержки, готовая оказать юридическую помощь По словам соседей, педагоги ближайшего детского сада перестали выводить своих подопечных на прогулку, опасаясь покусов псов, которым Раснер предоставил свободный выгул без присмотра.
40 собак Шурановой
Более сорока собак содержала в своей малогабаритной квартире в Санкт-Петербурге в 2008 году 80-летняя пенсионер Галина Шуранова. Она собирала их со всей округи. Своих животных Шуранова не выгуливала, предоставляя им это делать самостоятельно — в подъезде. В том же году у неё появились добровольные помощники — активисты одного из зоозащитных форумов, которые стали помогать убираться хозяйке и выгуливать её зверей.
117 кошек Фроловой
По состоянию на октябрь 2009 года житель Москвы одинокая пенсионерка Светлана Фролова держит у себя в однокомнатной квартире на 13 этаже в доме в Шипиловском проезде 117 кошек. Она держит у себя дома животных с 1997 года. Ранее у неё жили несколько десятков собак и кошек, подобранных на улице — после обращений соседей, животные были отправлены в приюты. Однако позднее пенсионерка набрала новых зверей. Фролова в интервью СМИ заявила, что убеждена в том что делает доброе дело. По словам журналиста газеты «Комсомольская правда», побывавшего в «приюте»:
В единственной комнате негде ступить, от аммиачного запаха режет глаза(...) животные не выглядят ухоженными: у многих — свалявшаяся шерсть, заплывшие гноем глаза, животные явно истощены, некоторые не встают. Хозяйка не выпускает их на улицу, считая, что у неё «нет морального права выбросить питомцев обратно»
120 щенков Быстровой
Жительница райцентра Колпино Валентина Быстрова собирала в своем дачном доме в садоводческом товарществе щенков и взрослых собак из сострадания к ним. Представлять своих четвероногих зверей для осмотра ветеринару она отказалась, мотивировав тем что «все здоровенькие». Однако впоследствии выяснилось, что практически все собаки оказались больны опасными и заразными заболеваниями, среди которых чума, парвовирусный энтерит (олимпийка), демодекоз (подкожный клещ). На помощь Быстровой пришли девушки-добровольцы, они пытались лечить собак, ухаживать за ними, открыли страницу в сети интернет о приюте и пытались найти новых хозяев, однако Быстрова без объяснения причин вскоре перестала пускать помощниц к себе. По их данным на 2008 год, щенки жили по 30 голов в одной коробке, фекалии никто не вычищал, из 120 щенков 90 умерли. По данным на начало 2009 года, у Быстровой содержались 13 собак.
Выселение приюта Ханцеверовой из квартиры
В 2008 году Королевский городской суд принял решение о выселении из собственной квартиры без предоставления другой жилплощади 57-летней жительницы подмосковного города Юбилейный Елены Ханцеверовой, сотрудницы одного из московских ВУЗов, которая на протяжении 15 лет держала у себя в квартире два десятка псов. Согласно заключению специалистов «Центра гигиены и эпидемиологии в Московской области», уровень шума в 2-х комнатной квартире пятиэтажного дома, где Ханцеверова устроила приют для бездомных животных превышал нормы из-за лая 20 собак, проживавших там со своей хозяйкой. Животные не были вакцинированы. По словам соседей, животные гуляли по двору без присмотра и справляли нужду в подъезде Однако, по состоянию на август 2009 года, решение суда не было исполнено: о выселении собак в нём не было ни слова и, помимо, Ханцеверовой в квартире оказалась зарегистрированной её 85-летняя мать. Сама Ханцеверова так отреагировала на предложение соседей сдать своих собак в приют:
Давайте, вы лучше избавитесь от своих детей, если вам так здесь не нравится

### Приюты для бездомных собак и кошек в Москве

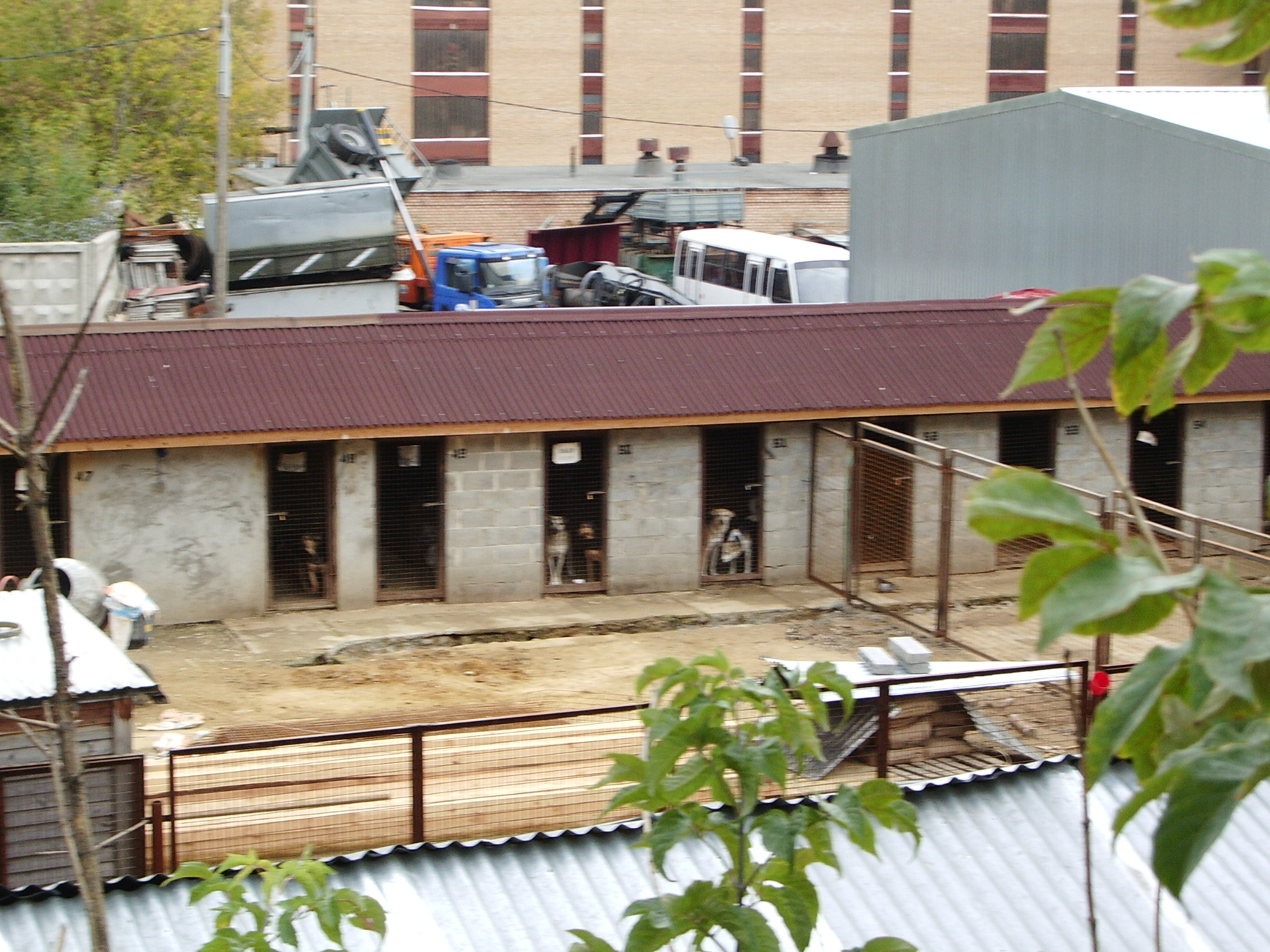
Приют для бездомных собак на улице Зорге

Акция в защиту бездомных животных. Москва.

В Москве по данным на май 2008 года насчитывалось 11 приютов, из которых один городской, а 10 принадлежат управам. В городском приюте содержится 350 собак и 100 кошек, в приютах, принадлежащих управам, по 30 — 40 зверей. В городском приюте они должны содержаться пожизненно, в остальных — в течение полугода. Если животное не находит нового хозяина, его выпускают обратно для обитания на улицах города. Правительство Москвы планирует построить сеть государственных приютов для бездомных животных в каждом округе, где будет размещено до 80 процентов бездомных кошек и собак. Самый большой из них намечено построить в Зеленограде в районе Фирсановского шоссе. Приюты появятся на 2-й Карпатской (ЮЗАО), Скотопрогонной улицах (ЮВАО), на улице Пруд Ключики (ВАО), в Проектируемом проезде 5112 (район Печатники) и в промышленной зоне Курьяново. В 2009 году в городском бюджете Москвы, принятом в первом чтении, на строительство приютов для собак и содержание в них зверей планируется выделить свыше 2 млрд руб.. Всего намечено построить 12 муниципальных приютов для собак и кошек на 22 400 мест.. По другим данным, которые приводит первый заместитель мэра Москвы Петр Бирюков, приютов будет 17, в самых крупных из них будет содержаться до 5 тыс. животных..
По свидетельствам зоозащитников и журналистов, в муниципальных приютах животные содержатся в тяжелейших и антисанитарных условиях, недоедают и умирают с голода, муниципальный приют, расположенный в промзоне «Руднево» (Кожухово), напоминает концлагерь для собак, на 700 содержащихся там животных приходится 9 человек обслуживающего персонала,. Волонтеры пытаются помочь животным, живущим в этом приюте, собирают средства на медикаменты и еду.
Государственный приют «Зоорассвет», расположенный в Новогиреево (адрес: Рассветная аллея, дом 10) не принимает животных от населения, поскольку и без того переполнен.
В 2008 году государственный приют Восточного Административного Округа, рассчитанный на 2400 собак и 200 кошек, в промзоне «Руднёво» был официально открыт. В мае 2009 в приюте содержалось 1131 собака и 24 кошки. По сообщению префекта ВАО Валерия Евтихиева, приют открыл свой сайт, где размещена информация о животных приюта, с целью привлечения внимания граждан, желающих взять животных. В 2009 году приют в «Руднёве» был сдан в эксплуатацию. Но его деятельность по-прежнему подвергается резкой критике волонтеров и защитников животных. В частности, бывшая руководитель отдела городской фауны и разработчик городского закона «О содержании домашних животных в Москве» Татьяна Павлова, уволенная со своего поста в 2006 году, сообщила, что в озере возле приюта она видела трупы 40 собак.
В 2009 году на отлов одной собаки, стерилизацию, помещение в муниципальный приют и содержание её в течение года из бюджета города выделяется 68 700 рублей, содержание одной собаки обходится в 176 рублей в день, или 62240 рублей в год.
В городе также существуют и частные приюты.. Самые крупные из них — «Эко» в Бирюлево, в котором содержится 2500 собак и 500 кошек, три приюта частного фонда «БИМ».
В 2005 году решением суда и после жалоб местных жителей был ликвидирован один из старейших в городе приютов — «Солнышко». Его хозяйка — пенсионер Вероника Бораш оградила участок земли, где поселила бездомных животных. Приют на 300 собак располагался на участке в 30 соток в десятке метрах от жилых домов в районе Жулебино.. Приют существовал с 1983 года, когда его первые обитатели — восемь собак были размещены в вольерах. На момент сноса в приюте проживало около 150 собак. По словам Первого заместителя главы управы «Выхино-Жулебино» города Москвы Игоря Крылова, расположение приюта противоречило санитарным нормам и вызывало острые конфликты между жильцами и владелицей, после сноса животные были перемещены в другой приют.
Как отмечает глава Всероссийского общества ответственных собаководов, кинолог Ольга Борисенко, московские муниципальные приюты выхаживают животных, но у них нет возможности социализировать диких собак, которые в них содержатся — эта задача стоит перед новым хозяином.
.

### Мнения в обществе
В СМИ высказывается мнение, что сбор российскими любителями бездомных животных многочисленных собак и кошек в своих квартирах — не только акт проявления милосердия, но и одна из форм расстройства психики, выражающаяся в навязчивом стремлении коллекционировать. Животные в огромных количествах оказываются в крохотных квартирах, лишаются выгула и пищи и вынуждены плодиться, умирать и поедать друг друга. При этом садистские наклонности у таких людей не обнаруживаются — им просто жалко оставлять животных на улице. Объектом «коллекционирования» в таком случае становится сам «акт спасения».
Ряд российских зоозащитников выступают против строительства крупных государственных приютов, где животные будут содержаться пожизненно, называя их «мегаприютами смерти», и где, по их мнению, животным не будет обеспечено должное обращение. Пребывание в подобных приютах собак чревато для них психическими проблемами, считает зоозащитник Ирина Унонян. В качестве альтернативы, они предлагают стерилизовать животных и возвращать их для свободного обитания обратно во дворы и на улицы.
Руководитель комитета по ветеринарии Санкт-Петербурга Юрий Андреев считает, что приют — это не место содержания, а место перераспределения, однако, по его наблюдениям, желающих сдать в приют животное гораздо больше, чем желающих взять его оттуда себе в дом.
Кинолог Учебно-кинологического центра «Собаки-помощники инвалидов» Татьяна Любимова считает, что приюты — это место где временно должны содержаться собаки, потерявшие хозяев. Собак — парий, никогда не имевших хозяев, кинолог предлагает уcыплять.

## Приюты на Украине
На Украине существует котодом «Зоорай» в г. Покрове, в котором разместились около 200 животных. Питомцы расположились в вольере площадью 100 кв. м. Волонтеры организации лечат, кормят и содержат бездомных животных. В приюте можно найти кошек практически всех пород, интересного окраса и различного возраста. Все питомцы прошли стерилизацию и вакцинацию по возрасту. Приют «Зоорай» Днепропетровской области работает на добровольных началах и ставит перед собой благую цель – пристроить всех обитателей котодома в надежные руки.

## Другие страны
В США действует около 14 тысяч муниципальных и частных приютов, в которые во второй половине 2010х годов ежегодно поступало 3,3 миллиона собак (в том числе 620 тысяч были отловлены на улицах), из которых 1,6 миллиона возвращалось старым хозяевам или находило новых. Также каждый год 670 тысяч невостребованных животных усыплялось. Судя по опросам APPA, 23% собак в домохозяйствах США ранее были в приютах. По состоянию на 2008 год, СМИ отмечают моду в США брать собак из приютов.
В Англии существует подразделение приютов на частные и муниципальные. Согласно правилам частных приютов, где владельцем является один или два человека, всем желающим завести четвероногого друга приходится вносить некий «депозит», который даёт гарантию на возможность возвращения животного обратно в приют. Если питомец возвращается, депозит отдаётся платившему, но если же хозяин решает оставить животное, то будущий владелец выплачивает остальную сумму. Это связано с тем, что если хозяин не хочет покупать дорогое животное, то в приюте он может найти более «бюджетный» вариант для осуществления задуманного. При заполнении определенных документов данная услуга в английских приютах является некой пометкой и относится к характеристике животного, наравне с его породой, цветом, возрастом и тд., и так же заносится в анкету. 